# Alexandra Daddario

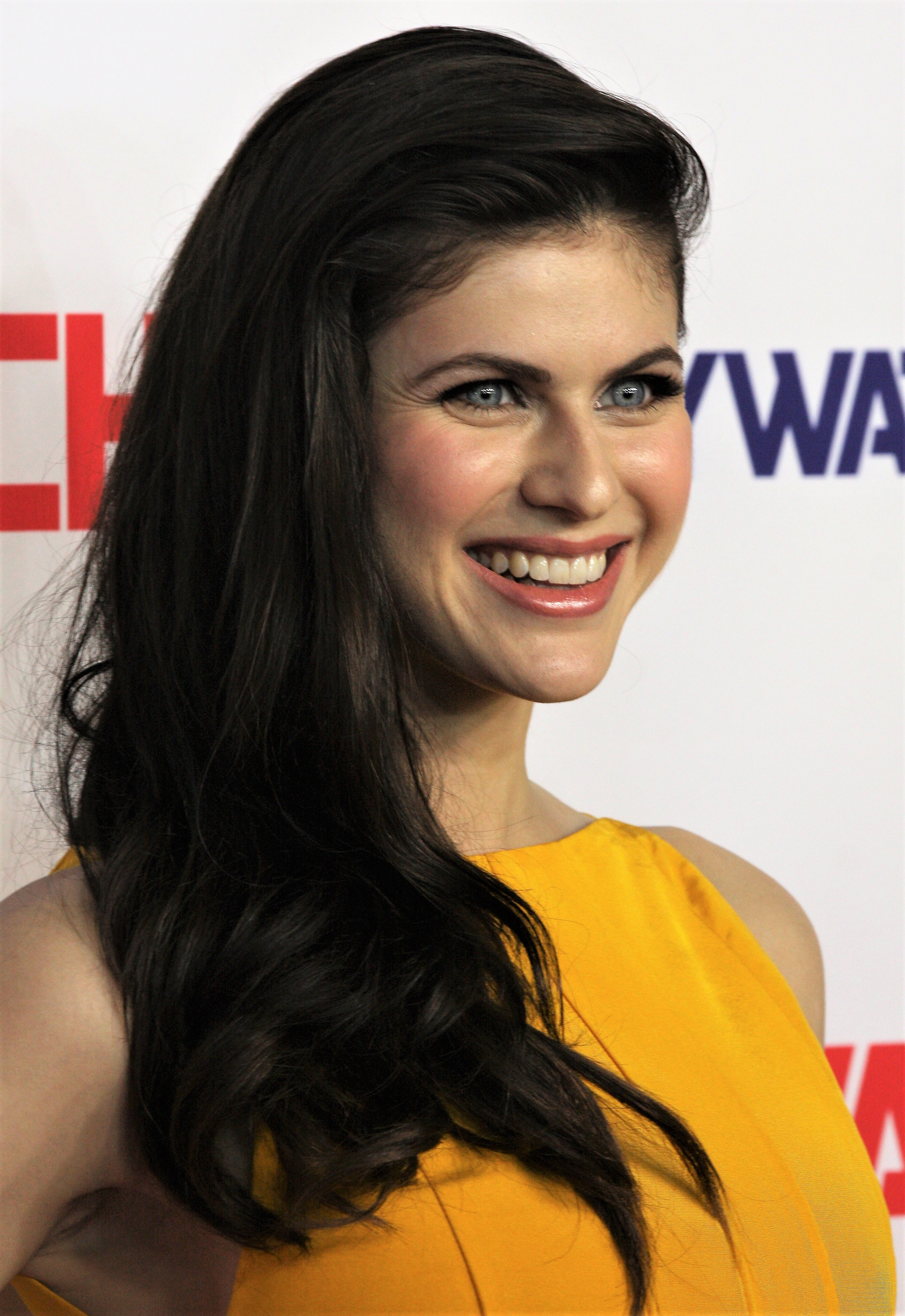
Alexandra Daddario (2017)

Alexandra Anna Daddario (ur. 16 marca 1986 w Nowym Jorku) – amerykańska aktorka. Grała m.in. w filmach  Percy Jackson i bogowie olimpijscy: Złodziej pioruna, San Andreas i Baywatch.
Daddario zagrała także w teledysku Imagine Dragons do piosenki Radioactive.

## Życiorys
Daddario urodziła się w Nowym Jorku, wychowała się w Upper East Side na Manhattanie. Jest pochodzenia włoskiego, czeskiego, angielskiego, irlandzkiego i węgierskiego.

## Kariera
Kiedy była dzieckiem, chciała zostać aktorką. Swoją pierwszą rolę zagrała w wieku 16 lat, kiedy wcieliła się w postać Laurie Lewis we Wszystkich moich dzieciach. W tym samym czasie chodziła do tradycyjnej szkoły dla dziewcząt Brearley School w Nowym Jorku. 
Daddario zagrała z Loganem Lermanem i Brandonem Jacksonem w filmach Percy Jackson i bogowie olimpijscy: Złodziej pioruna oraz Percy Jackson: Morze potworów, odgrywając rolę Annabeth Chase. Reżyserem filmów jest Chris Columbus. Filmy powstały na podstawie serii Ricka Riordana, Percy Jackson i bogowie olimpijscy.
W 2011 Daddario zagrała w filmie Bez smyczy jako Paige. W 2015 wcieliła się w postać Blake w filmie San Andreas z Dwayne'em Johnsonem.

## Filmografia
| Rok  | Tytuł                                                | Rola                | Uwagi                      |
| ---- | ---------------------------------------------------- | ------------------- | -------------------------- |
| 2005 | Walka żywiołów                                       | Kate Roach          |                            |
| 2006 | Pitch                                                | Alex                |                            |
| 2006 | The Hottest State                                    | Kim                 |                            |
| 2007 | The Babysitters                                      | Barbara Yates       |                            |
| 2008 | Strych                                               | Ava Strauss         |                            |
| 2010 | Percy Jackson i bogowie olimpijscy: Złodziej pioruna | Annabeth Chase      | główna rola                |
| 2010 | Bereavement                                          | Allison             | główna rola                |
| 2011 | Bez smyczy                                           | Paige               |                            |
| 2011 | Dziewczyna z tatuażem                                | Harriet Vanger      |                            |
| 2013 | Percy Jackson: Morze potworów                        | Annabeth Chase      | główna rola                |
| 2013 | Piła mechaniczna 3D                                  | Heather Miller      | główna rola                |
| 2014 | Burying the ex                                       | Olivia              | główna rola                |
| 2015 | San Andreas                                          | Blake               | główna rola                |
| 2016 | Wybór                                                | Monica              |                            |
| 2016 | Baked in Brooklyn                                    | Kate Winston        |                            |
| 2017 | Baywatch                                             | Summer Quinn        | główna rola                |
| 2017 | Dom wygranych                                        | Corsica             |                            |
| 2017 | The Layover                                          | Kate                |                            |
| 2018 | Nocny łowca                                          | Rachel              | główna rola                |
| 2018 | Gdy spotkaliśmy się pierwszy raz                     | Avery Martin        | główna rola                |
| 2018 | We Have Always Lived in the Castle                   | Constance Blackwood | rola główna                |
| 2019 | Nie powiesz nikomu?                                  | Emma Corrigan       | też producentka wykonawcza |
| 2019 | Utracone fale                                        | Dana Lee            | rola główna                |
| 2019 | We Summon the Darkness                               | Alexis Butler       | też producentka            |
| 2020 | Pomiędzy zmysłami                                    | Margaret            | nakręcony w 2017           |
| 2020 | 1 Night in San Diego                                 | Kelsey              |                            |
| 2020 | Songbird. Rozdzieleni                                | May                 |                            |
| 2020 | Superman: Man of Tomorrow                            | Lois Lane (głos)    | film DVD                   |

| Rok       | Serial                              | Rola                      | Uwagi                                      |
| --------- | ----------------------------------- | ------------------------- | ------------------------------------------ |
| 2002–2003 | Wszystkie moje dzieci               | Laurie Lewis              | 43 odcinki                                 |
| 2004      | Prawo i porządek                    | Felicia                   | odcinek „Enemy”                            |
| 2005      | Prawo i porządek: Zbrodniczy zamiar | Susie Armstrong           | odcinek „In the Wee Small Hours” (część 1) |
| 2006      | Prawo i porządek                    | Samantha Beresford        | odcinek „Release”                          |
| 2006      | Wyrok                               | Vanessa                   | odcinek „Pilot”                            |
| 2006      | Rodzina Soprano                     | Kobieta                   | odcinek „Johnny Cakes”                     |
| 2009      | Układy                              | Lily Arsenault            | odcinek „I Lied, Too”                      |
| 2009      | Życie na Marsie                     | Emily 'Rocket Girl' Wyatt | odcinek „Let All the Children Boogie”      |
| 2009      | Siostra Jackie                      | Młoda kobieta             | odcinek „Pilot”                            |
| 2009      | Prawo i porządek: Zbrodniczy zamiar | Lisa Wellesley            | odcinek „Salome in Manhattan”              |
| 2009–2010 | Odd Jobs                            | Cassie Stetner            | serial internetowy                         |
| 2009–2011 | Białe kołnierzyki                   | Kate Moreau               | 11 odcinków                                |
| 2014      | Detektyw                            | Lisa Tragnetti            | 4 odcinki                                  |
| 2015      | American Horror Story: Hotel        | Natasha Rambova           | 3 odcinki                                  |
| 2015      | The Last Man on Earth               | Victoria                  | Odcinek: "Alive in Tucson"                 |
| 2019      | Dlaczego kobiety zabijają           | Jade                      | 10 odc.                                    |
| 2021      | Dziewczyna z doświadczeniem         | Tawny                     | 3 odc.                                     |
| 2022      | Biały Lotos                         | Rachel Patton             | 6 odc.                                     |